# Coccidioides immitis

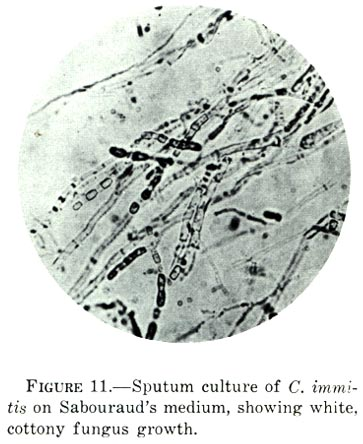
Coccidioides immitis

Coccidioides immitis es un hongo patógeno residente en el suelo de ciertas partes del suroeste de EE. UU., norte de México, y otras pocas áreas del Hemisferio Occidental.
Junto con la otra especie C. posadasii, puede causar la coccidioidomicosis (o fiebre del valle de San Joaquín), puede diseminarse a piel, huesos y meninges, el mayor riesgo lo tienen los individuos inmunodeprimidos. Fue declarado un agente selecto tanto por el DHHS (Dto. de Salud y Servicios Humanos, EE. UU.) y el USDA (Dto. de Agricultura, EE. UU.), y está considerado un patógeno de nivel de bioseguridad nivel 3.

## En la literatura
Coccidioides immitis es usado como un "dispositivo de parcelas" en Thunderhead, la novela de Douglas Preston y de Lincoln Child. El hongo (preparado de víctimas infectadas) es revelado como el principal agente en el polvo de cadáveres (basado en veneno de cuerpos de la mitología Navajo).